# Freie Russische Presse

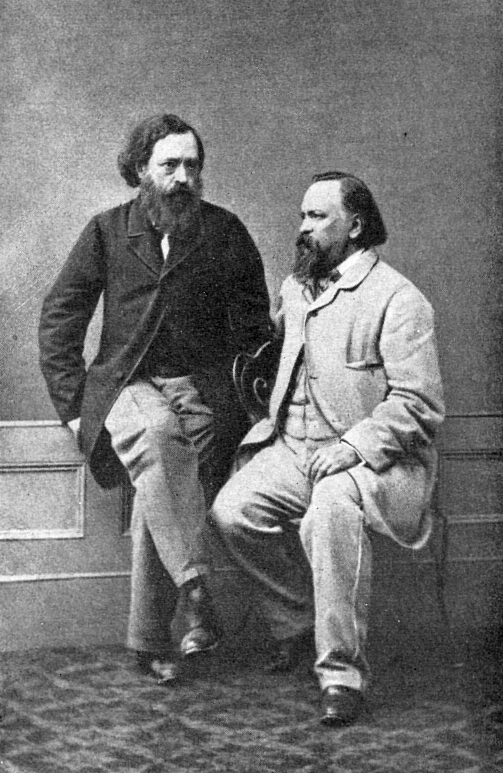
Nikolai Ogarjow und Alexander Herzen

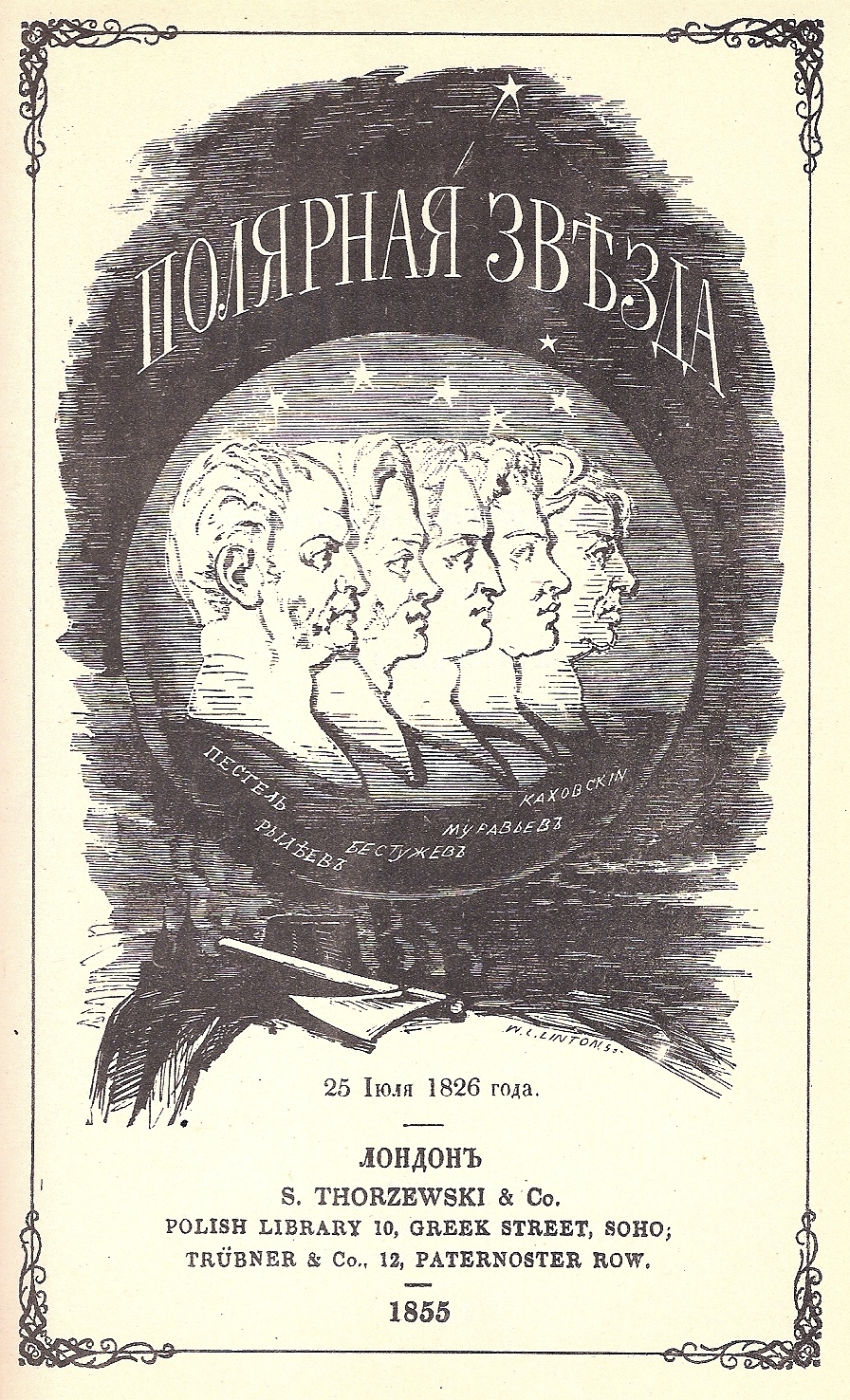
Poljarnaja swesda. 1855. In ihrem Titel ehrte die Zeitung die Dekabristen, und auf der Titelseite der ersten Ausgabe waren die Profile der fünf Anführer der Revolte von 1825 abgebildet: Pester, Rylejew, Bestuschew-Rjumin
Murawjow-Apostol und Kachowski, die am 25. Juli 1826 hingerichtet wurden

Die Freie Russische Presse (russisch Вольная русская типография / Wolnaja russkaja tipografija, wiss. Transliteration Vol'naja russkaja tipografija, "Vol'naia Russkaia Tipografiia"; Russische Freie Typographie bzw. Freie Russische Druckerei) wurde 1853 in London von Alexander Herzen gegründet, um die politischen Ziele der russischen Emigration zu unterstützen. Sie veröffentlichte russische Bücher und Zeitschriften ohne Vorzensur ihres Landes, sie konnte russische Werke veröffentlichen, die vom zaristischen Regime verboten waren.
Das biografische Werk "My Exile in Siberia  (Mein Exil in Sibirien) von Alexander Herzen beispielsweise wurde erstmals auf Russisch in London veröffentlicht. Es war eines von mehreren seiner Werke, die dort veröffentlicht wurden.
Die "Freie Russische Presse" gab den berühmten Almanach  Polarstern (Poljarnaja swesda) und die Zeitung Glocke (Kolokol) heraus, letztere ist die erste russische revolutionäre Zeitung, die von A. I. Herzen und N. P. Oganjow im Ausland herausgegeben wurde (auf Russisch und Französisch, von 1857 bis 1865 in London und von 1865 bis 1867 in Genf).
In London wechselte die Freie Russische Presse öfters die Adresse, 1865 zog sie nach Genf.